# THE HEARTS
『THE HEARTS』（ザ・ハーツ）は、山下久美子のセルフカヴァー・ベスト・アルバム。2000年6月25日に東芝EMI / EASTWORLDから発売された。

## 概要
デビュー20周年記念企画の第1弾として発売され、各楽曲ごとにプロデューサーを迎え入れたセルフカヴァー・ベスト・アルバムである。
翌2001年に、デビュー20周年記念企画の第2弾として、山下の初のカヴァー・アルバム『Souls』がリリースされた。

## 収録曲
| #         | タイトル                        | 作詞                                                  | 作曲                             | 編曲       | 時間  |
| --------- | ------------------------------- | ----------------------------------------------------- | -------------------------------- | ---------- | ----- |
| 1.        | 「So Young featuring 佐野元春」 | 佐野元春                                              | 佐野元春                         | 佐野元春   | 2:56  |
| 2.        | 「こっちをお向きよソフィア」    | 康珍化                                                | 大沢誉志幸                       | 大沢誉志幸 | 5:45  |
| 3.        | 「バスルームから愛をこめて」    | 康珍化                                                | 亀井登志夫                       | 佐橋佳幸   | 5:05  |
| 4.        | 「微笑みのその前で」            | 山下久美子                                            | 布袋寅泰                         | 長田進     | 3:27  |
| 5.        | 「いっぱいキスしよう」          | 康珍化                                                | 布袋寅泰                         | 石田長生   | 5:53  |
| 6.        | 「瞳いっぱいの涙」              | 康珍化                                                | 原田真二                         | KYON       | 5:55  |
| 7.        | 「Tonight 〜 星の降る夜に」     | 山下久美子                                            | 布袋寅泰                         | KYON       | 6:47  |
| 8.        | 「Lilith」                      | 山下久美子                                            | 布袋寅泰                         | KYON       | 4:59  |
| 9.        | 「you used to-SMILE」           | Doreen Edwards, Neil Fitzpatrick 日本語詞: 山下久美子 | Doreen Edwards, Neil Fitzpatrick | KYON       | 5:55  |
| 10.       | 「SINGLE」                      | 竹花いち子・山下久美子                                | 布袋寅泰                         | 長田進     | 4:54  |
| 11.       | 「赤道小町ドキッ」              | 松本隆                                                | 細野晴臣                         | 高橋幸宏   | 3:48  |
| 合計時間: | 合計時間:                       | 合計時間:                                             | 合計時間:                        | 合計時間:  | 55:24 |

## 楽曲解説
1. So Young featuring 佐野元春
  - 3rdスタジオ・アルバム『雨の日は家にいて』に収録されている楽曲「So Young」のセルフカヴァー。
  - フィーチャリングに佐野元春が参加しており、演奏は当時の佐野のバックバンドだった佐野元春 with The Hobo King Bandが参加している。
2. こっちをお向きよソフィア
  - 8thシングル「こっちをお向きよソフィア」のセルフカヴァー。
  - コーラスに吉川晃司が参加している。
3. バスルームから愛をこめて
  - デビューシングル「バスルームから愛をこめて」のセルフカヴァー。
  - コーラスにサザンオールスターズの桑田佳祐が参加している。
4. 微笑みのその前で
  - 20thシングル「微笑みのその前で」のセルフカヴァー。
5. いっぱいキスしよう
  - 24thシングル「いっぱいキスしよう」のセルフカヴァー。
  - アコースティック・ギターの演奏にRCサクセションの仲井戸麗市が参加している。
6. 瞳いっぱいの涙
  - 11thシングル「瞳いっぱいの涙」のセルフカヴァー。
7. Tonight 〜 星の降る夜に
  - 21stシングル「Tonight (星の降る夜に)」のセルフカヴァー。
8. Lilith
  - 18thシングル「リリス」のセルフカヴァー。
  - バック演奏にザ・グルーヴァーズが参加している。
9. you used to-SMILE
  - 18thスタジオ・アルバム『SMILE』に収録されている楽曲「you used to-SMILE」のセルフカヴァー。
10. SINGLE
  - 16thシングル「SINGLE」のセルフカヴァー。
11. 赤道小町ドキッ
  - 6thシングル「赤道小町ドキッ」のセルフカヴァー。
  - ドラムにYMOの高橋幸宏が参加している。

## 参加ミュージシャン
| So Young featuring 佐野元春 Produced by 佐野元春 - Performed by 佐野元春 & The Hobo King Band - Backing Vocals：佐野元春 - Drums：小田原豊 - Bass, Chorus：井上富雄 - Guitar, Chorus：佐橋佳幸 - Piano, Organ, Chorus & Arrangement：KYON - Horns：Black Bottom Brass Band - Mitch：Trumpet, Chorus - Koo：Trumpet - Yassy：Trombone - Monkey：B.Sax, Chorus - Iggy：T.Sax こっちをお向きよソフィア Produced by 大沢誉志幸 - Piano：佐山雅弘 - Backing Vocal：大沢誉志幸, 吉川晃司, 宮原永海 - Strings：弦一徹Strings - Manipulation：大沢誉志幸, URU - Pro Tools Technician：堀内鴻多郎(よろずや) バスルームから愛をこめて Produced by 佐橋佳幸 - Supervisor & Backing Vocals：桑田佳祐 - Drums：古田たかし - Hammond & Keyboard：KYON - Piano：柴田俊文 微笑みのその前で Produced by 長田進(Dr.StrangeLove) - Drums：佐野康夫 - Bass：美久月千晴 - Guitar：長田進 - Hammond：斎藤有太 いっぱいキスしよう Produced by 石田長生 - G.Guitar：石田長生 - A.Guitar：仲井戸“CHABO”麗市 - Percussions：山北健一 - Harmonica：山崎まさよし | 瞳いっぱいの涙 Produced by KYON - Bass：井上富雄 - Guitar：佐橋佳幸, KYON - Manipulator：東浦正也 Tonight 〜 星の降る夜に Produced by KYON - Drums：上原ゆかり - Bass：井上富雄 - Keyboard：KYON - Manipulator：東浦正也 Lilith Produced by KYON - Drums：藤井ヤスチカ(The Groovers) - Bass：高橋ボブ(The Groovers) - Guitar：藤井一彦(The Groovers) - Guitar Solo：下山淳 - Keyboard：KYON you used to-SMILE Produced by KYON - Drums：小田原豊 - W.Bass：金沢英明 - A.Guitar：花田裕之 - Keyboard：KYON - Manipulator：東浦正也 SINGLE Produced by 長田進(Dr.StrangeLove) - Drums：佐野康夫 - Bass：美久月千晴 - Guitar：長田進 - Hammond：斎藤有太 - Manipulator：東浦正也 赤道小町ドキッ Produced by 高橋幸宏 - Drums：高橋幸宏 - Guitar：高野寛 - Keyboard：KYON - Manipulator：木元靖夫(OFFICE INTENŹIO) |